# Vandál nyelv
A vandál nyelv a gót nyelv legközelebbi rokonának számító kihalt ókori germán nyelv. Gyakorlatilag semmit sem lehet tudni a nyelvről, mind a mai napig ismeretlen a szókincse, kiejtése és jellege.
Ismert néhány vandál eredetűnek tartott személy-, illetve földrajzi elnevezés. Ezek azonban az évszázadok során különféleképpen alakultak, tehát nem árulhatnak el sokat a nyelvről. Az egyetlen jelentős és máig használatos kifejezés, amely a vandálok történelmi jelenlétére utal, Andalúzia, amely az arabból átjött Al-Andalus névből van, jelentése vandálok földje.
A középkorban, egészen a 19. századig úgy tartották, hogy a tótsági (későbbi nevén vendvidéki), ill. Somogy és Vas vármegyében élő szlovének a vandálok leszármazottai (előbbiek ma nagyrészt a Muravidéken élnek Szlovéniában). A magyarországi latin nyelvű dokumentumok a magyarországi szlovének nyelvét, a vend nyelvet évszázadokig ezért vandál nyelvként említették.
A vandálok, hasdingok és silingik eleinte Galiciában telepedtek le, akiket más germán ill. esetleg nem germán népek követtek, úgy mint vizigótok, alánok és szuébek. A vandálok Kr. u. 429-től kezdtek áttelepedni Észak-Afrikába. A vandálok már 350-ben ariánus keresztények lettek. Gazdaságukról, társadalmukról és kultúrájukról is nagyon keveset tudni. A mai Lengyelországban kiásott Przeworski kultúrát gyakran párosítják a korai vandálokkal, bár ez nagyon bizonytalan. Sem Galiciában, sem Spanyolországban nem bukkantak eddig semmilyen, a vandálokkal kapcsolatba hozható régészeti leletre.